# St. Vincent (Film)
St. Vincent ist ein US-amerikanischer Spielfilm aus dem Jahr 2014 mit Bill Murray in der Hauptrolle. Regie führte Theodore Melfi, der auch das Drehbuch schrieb. Premiere hatte der Film am 5. September 2014 beim Toronto International Film Festival. In Deutschland ist er am 8. Januar 2015 in die Kinos gekommen.

## Handlung
Vincent MacKenna ist ein grummeliger, unsympathischer, im Ruhestand befindlicher, oft betrunkener, Pferdewetten verfallener Vietnamkriegsveteran, der vielen Leuten Geld schuldet. Vincents Frau lebt in einem teuren Luxusaltenwohnheim, weil sie an Alzheimer leidet und ihn nicht mehr erkennt. Regelmäßig holt Vincent ihre Wäsche ab, um sie zu Hause zu waschen, wobei er sich ihr gegenüber als Doktor ausgibt. Er ist seit Monaten mit den Zahlungen für den Aufenthalt seiner Frau im Rückstand. Vincents wenige andere Freunde sind die hochschwangere russische Prostituierte Daka, mit der er sich gelegentlich vergnügt, und sein Kater Felix. Als die alleinerziehende Radiologietechnologin Maggie mit ihrem zwölfjährigen Sohn Oliver neben Vincent einzieht, heuert sie ihn an, auf Oliver aufzupassen, während sie arbeitet. Vincent geht darauf ein, da er das Geld gut gebrauchen kann. Maggie steht beruflich unter Stress und kämpft um das Sorgerecht für ihren Sohn, seit ihr Ehemann David, ein Anwalt, sie mehrmals betrogen hat.
Vincents Vorstellung von „Aufpassen“ beinhaltet Besuche auf der Pferderennbahn und in Bars. Nach einiger Zeit beginnt das ungleiche Paar, Vincent und Oliver, sich gegenseitig zu helfen, besser mit ihrer Umwelt zurechtzukommen. Oliver erkennt auf der Pferderennbahn, dass Außenseiter mit geringen Siegchancen hohe Gewinne versprechen. Als sie ihr Geld zusammenwerfen und zehn Dollar auf eine Dreierwette setzen, können sie nach ihrem Sieg 8.000 Dollar beim Wettbüro einstreichen. Als Vincent Zeuge davon wird, wie Oliver von einem Mitschüler gehänselt wird, zeigt er ihm, wie er sich gegen Größere zur Wehr setzen kann. Oliver findet mit Ausdauer und Klugheit überraschend positive Seiten an Vincent. Als später seine Frau verstirbt, während Vincent selbst wegen eines Schlaganfalls im Krankenhaus liegt, wird deutlich, wie emotional Vincent hinter seiner harten Fassade wirklich ist.
Olivers Vater findet heraus, wo Vincent Oliver überall hin mitgenommen hat und benutzt dies als Vorwand, um ein gemeinsames Sorgerecht zu erlangen. Maggie verbietet Vincent daraufhin, auf Oliver aufzupassen. Doch dieser gibt Vincent nicht auf. In der Schule stellt Brother Geraghty den Schülern die Aufgabe, einen „Heiligen“ der Gegenwart zu benennen, der sich durch seine guten Taten dazu eigne. Oliver beginnt über Vincents Leben zu recherchieren und befragt Leute aus dessen Umgebung. Während einer Feierstunde stellen die Kinder ihre Kandidaten vor, die dann auf die Bühne gebeten werden und eine Medaille um den Hals gehängt bekommen. Vincent wird dort zu „St. Vincent“. Daka bekommt ihr Baby und zum versöhnlichen Schluss des Films sieht man alle Protagonisten in gemeinsamer Runde scherzend und essend.

## Hintergrund
Das Drehbuch zum Film verfasste Theodore Melfi bereits 2011. Es landete noch im selben Jahr auf der Hollywood Black List, einer Liste vielversprechender, aber noch nicht produzierter Drehbücher.
Anfänglich gab es Gerüchte, Jack Nicholson solle die Hauptrolle übernehmen, allerdings wurde Murray für diese im Juli 2012 besetzt. Im März und April 2013 wurden Melissa McCarthy für die weibliche Hauptrolle, Chris O’Dowd für die Rolle des katholischen Priesters, einer der Lehrer von Oliver, und Naomi Watts als russische Prostituierte gecastet. Im Juli 2013 wurde die Rolle des Ex-Ehemannes von McCarthys Figur mit Scott Adsit besetzt.
Die Dreharbeiten begannen in der ersten Juliwoche 2013 im New Yorker Stadtteil Brooklyn und auf der Pferderennbahn Belmont Park in Elmont. Als Komponist wurde Theodore Shapiro engagiert. Der Soundtrack von Sony Classical Records wurde am 27. Oktober 2014 veröffentlicht.
Weltpremiere hatte der Film am 5. September 2014 beim Toronto International Film Festival. Im Anschluss wurde er im September und Oktober 2014 auf einem Dutzend Filmfestivals in den Vereinigten Staaten gezeigt. In den US-Kinos lief er zunächst limitiert am 10. Oktober 2014 in ausgewählten Kinos an, bevor der landesweite Kinostart am 24. Oktober 2014 stattfand. Die Gesamteinnahmen in den ersten dreieinhalb Monaten belaufen sich auf 48,2 Millionen US-Dollar, wobei davon über 43 Millionen aus den USA kommen. Im deutschsprachigen Raum hatte St. Vincent am 28. September 2014 auf dem Zurich Film Festival Premiere. Der Kinostart in Deutschland und Österreich fand am 8. Januar 2015 statt.

## Rezeption

### Kritik
St. Vincent erhielt überwiegend positive Kritiken. Auf Metacritic erhielt der Film einen Metascore von 64/100 basierend auf 39 Rezensionen, bei Rotten Tomatoes waren 77 Prozent der 167 Rezensionen positiv.
Richard Roeper gab dem Film die Note „A“ und fügte hinzu, Murrays Darstellung könnte ihm einen Golden Globe einbringen.
Barbara Schweizerhof von epd Film urteilte, dass diese so abgenutzte Geschichte trotzdem viel Vergnügen bereite „in der Ausführung von Murray und Lieberher“. Selten sei „die These, nach der Kindern eine Lektion in schlechtem Benehmen oft besonders“ guttut, „überzeugender vorgetragen“ worden. Letztlich verzeihe man „dem Film […] sein sentimental-seifiges Ende und sein sträflich unterbeschäftigtes Topensemble […], weil man eben Bill Murray stundenlang zuschauen“ kann, „auch wenn er nur rauchend Topfpflanzen“ bewässert.
Die Redaktion von Cinema resümierte: „Bill Murray in der Rolle seines Lebens – ein griesgrämiger Kauz erobert die Herzen der Zuschauer.“
Björn Becher von Filmstarts meinte, dass „[d]ie Geschichte des alten, griesgrämigen Eigenbrötlers, der durch die Bekanntschaft mit einem Kind sein eigentlich doch auf dem richtigen Fleck sitzendes Herz entdeckt“ nicht neu sei, dennoch fessle „die Tragikomödie […] von Anfang bis Ende“ und gehe „so richtig ans Herz“. Dabei mache besonders „die von Bill Murray in absoluter Bestform angeführte hervorragende Besetzung“ aus St. Vincent „ein wundervolles Filmerlebnis, bei dem man auch die eine oder andere Träne verdrücken“ könne.
Der Filmdienst bezeichnete den Film als „[e]ine durchweg gut, in Nebenrollen vorzüglich gegen den Strich besetzte Komödie, die ihren Humor und Schwung aus dem authentisch gezeichneten Kosmos“ bezieht, wobei der Film gegen Schluss „etwas zu sehr ins Sentimentale“ abrutsche.

### Auszeichnungen und Nominierungen
Chicago International Film Festival
- Nominierung für den Publikumspreis

Critics’ Choice Movie Award
- Nominierung in der Kategorie Beste Komödie
- Nominierung in der Kategorie Bester Schauspieler in einer Komödie für Bill Murray
- Nominierung in der Kategorie Beste Schauspielerin in einer Komödie für Melissa McCarthy
- Nominierung in der Kategorie Beste Jungdarsteller für Jaeden Lieberher

Golden Globe Award
- Nominierung in der Kategorie Bester Film – Komödie oder Musical
- Nominierung in der Kategorie Bester Hauptdarsteller – Komödie oder Musical für Bill Murray

Indiana Film Journalists Association Award
- Auszeichnungen in der Kategorie Beste Nebendarstellerin für Melissa McCarthy
- Nominierung in der Kategorie Bester Film

Screen Actors Guild Award
- Nominierung in der Kategorie Beste Nebendarstellerin für Naomi Watts

Toronto International Film Festival
- Nominierung für den Publikumspreis